# Obelisk przy ulicy Lindleya
Obelisk przy ulicy Lindleya – zabytkowy obelisk znajdujący się u zbiegu ulic Lindleya i Nowogrodzkiej w Warszawie. 

## Opis

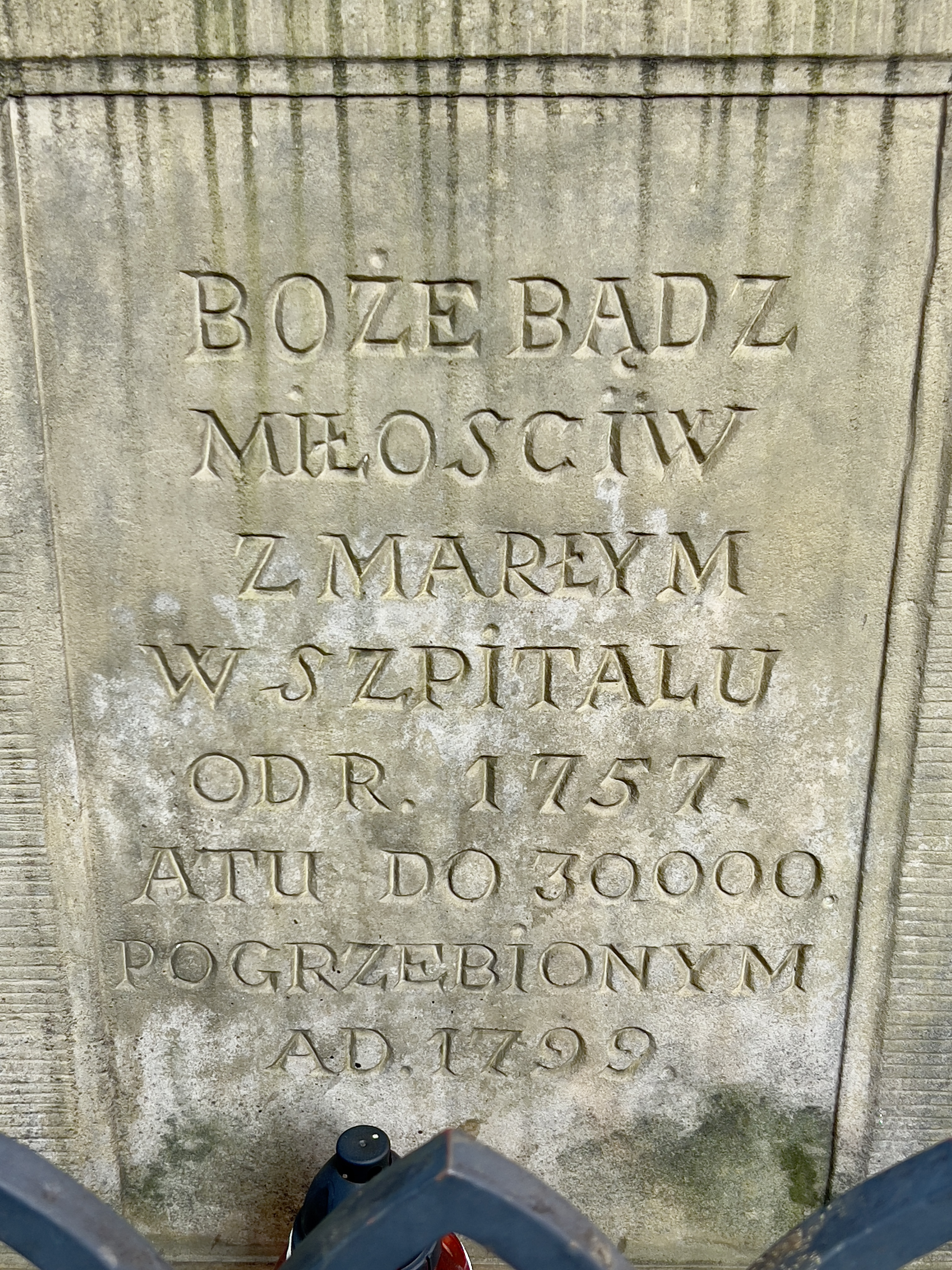
Inskrypcja na obelisku

Wystawiony w roku 1799, pierwotnie upamiętniał 30 000 pacjentów Szpitala Dzieciątka Jezus pochowanych na przyszpitalnym cmentarzu, który wtedy miał siedzibę w przy placu Wareckim (obecny plac Powstańców Warszawy). Po przeniesieniu szpitala w roku 1901 pod adres Lindleya 4 (wtedy ulicy Żelaznej) został ustawiony na obecnym miejscu.
Wykonany z piaskowca pomnik o wysokości około dwóch metrów posadowiony jest na trójstopniowej podstawie i składa się z prostopadłościennego cokołu i czworościennego smukłego obelisku zwieńczonego krzyżem. Na przedniej płycie cokołu zachowany pierwotny napis z roku 1799:
„BOŻE BĄDZ MIŁOSCIW ZMARŁYM W SZPITALU OD R. 1757. ATU DO 30.000. POGRZEBIONYM AD. 1799”
Na tylnej ścianie w płycinie znajduje się wyrysowany plan dawnego cmentarza na rzucie prostokątnego trapezu, wraz z długościami każdego z boków podanymi w łokciach – odpowiednio 53, 75, 83 i 69 łokci. Na bocznych płaszczyznach cokołu znajdują się dwie inskrypcje z roku 1901:
„PRZENIESIONY Z DAWNEGO SZPITALA 1901”
oraz na drugim
„SZCZĄTKI ZMARŁYCH POCHOWANE NA CMENTARZU ŚW. WINCENTEGO 1901”
W 1965 roku obelisk został wpisany do rejestru zabytków